# 金花娘娘
金花娘娘，又稱金花夫人、金花聖母，她是中國大陸粵、桂、甘、鄂、浙等行省信奉的生育女神，類似於送子娘娘。每年農曆四月十七日為金花誕，香港坪洲有金花廟，該日有賀誕活動。
屈大均《廣東新語》表示，金花是一個廣東的女性巫師，不嫁，能夠服侍鬼神，少年時溺斃，屍體數日不腐敗，還有異香，接下來湖中浮現一塊木頭雕像，神似金花。於是雕像被當地人膜拜，金花也被視為神明，因為求子較為靈驗，被尊為送子娘娘。

## 註解
1. ↑  廣州多有金花夫人祠，夫人字金花，少為女巫，不嫁，善能調媚鬼神。其後溺斃湖中，數日不壞，有異香，既有一黃沉女像容顏絕類夫人者浮出，人以為仙，取祀之。因名其地曰仙湖。祈子往往有驗。婦女有謠:祈子金花，多得白花，三年兩朵，離離成果